# Fosfolipáza C

Účinky různých fosfolipáz: PLC štěpí mezi glycerolem a fosfátovou skupinou (R jsou jednotlivé zbytky mastných kyselin)

Fosfolipáza C (PLC) je hydrolytický enzym ze skupiny fosfolipáz, který štěpí fosfolipid jménem fosfatidylinositol-4,5-bisfosfát (PIP2) na fosfodiesterové vazbě mezi glycerolem a fosfátovou skupinou. Ve zkumavce štěpí i jiné fosfatidylinositoly. Produktem štěpné reakce katalyzované PLC jsou dva druzí poslové, inositol-1,4,5-trifosfát (IP3) a 1,2-diacylglycerol. U savců je známo nejméně 12 izoenzymů fosfolipáz C, které jsou členěny do 5 podrodin. Vyskytuje se však zřejmě u všech eukaryot.
Činnost PLC může být spouštěna na popud nějakého receptoru spřaženého s G proteinem, někdy ještě přes PI3K kinázu. Účinkem fosfolipázy C se mnohdy spouští významné signalizační dráhy buňkách. Díky vzniklému IP3 dojde ke vzrůstu koncentrace vápenatých iontů, což vede k tomu, že se tzv. proteinkináza C asociuje s vnitřní stranou membrány a aktivuje se. Dostává se zde do kontaktu se vzniklým DAG. Na činnosti fosfolipázy C je založen přenos signálu u značné části hormonů, růstových faktorů a neurotransmiterů.